# Емельянов, Сергей Александрович (каноист)
Серге́й Алекса́ндрович Емелья́нов (род. 19 мая 1995) — казахстанский каноист, мастер спорта международного класса, чемпион Азии, серебряный призёр Азиатских игр.

## Биография
Старшие братья Михаил и Тимофей также занимаются каноэ.
В паре с Тимофеем выиграл три золота на дистанциях в 200, 500 и 1000 метров молодёжного чемпионата мира. Многократный чемпион Казахстана.
На казанской Универсиаде завоевал два серебра на каноэ-одиночке на дистанциях 500 и 1000 метров.
Выступает за Южно-Казахстанскую область.